# Opisthodome

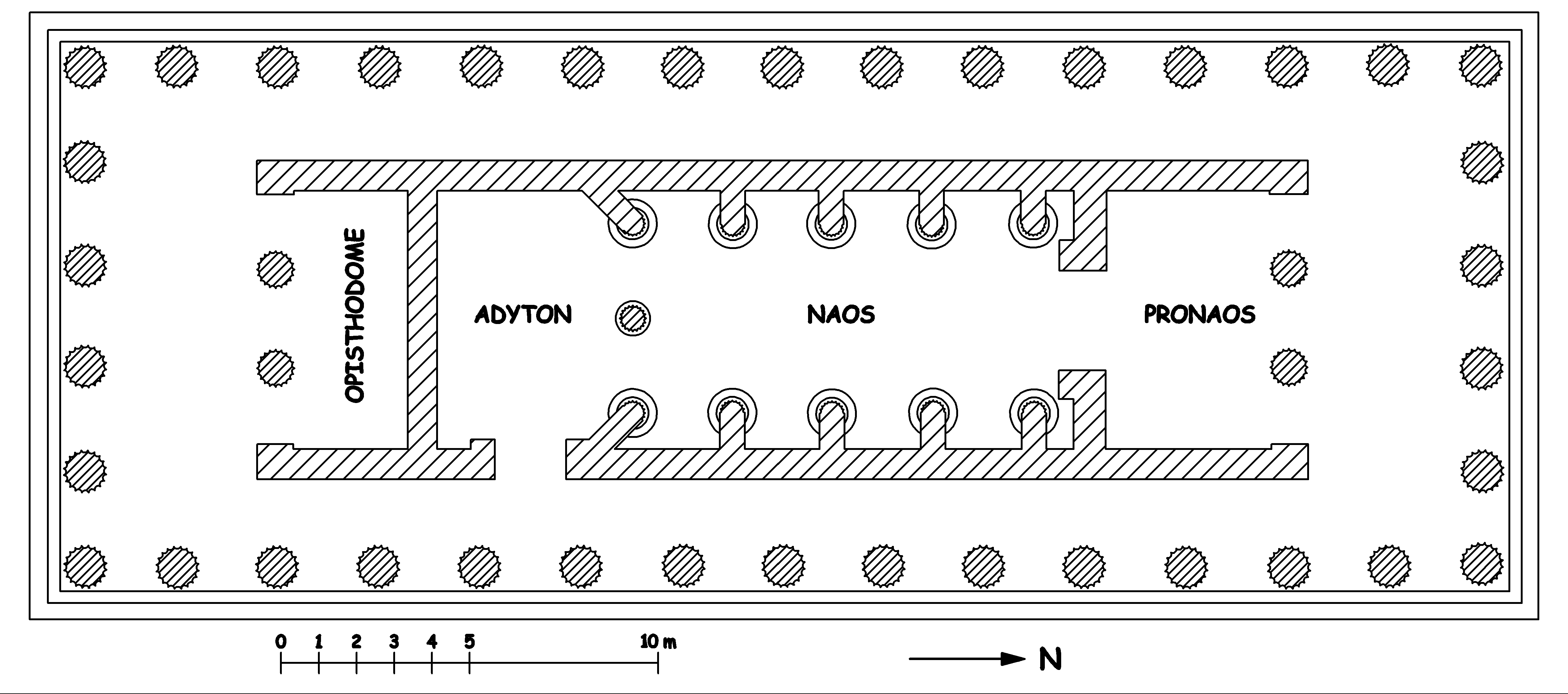
Exemple de temple à opisthodome.

L'opisthodome était, dans les temples de l'antiquité grecque, une partie distincte, tout comme le pronaos (ou portique) et le naos (ou sanctuaire).

## Architecture
Ainsi que son nom l'indique, ὀπισθόδομος, de ὄπισθεν (opistho = en arrière) et δόμος (domos = maison), l'opisthodome était placé dans la portion postérieure du temple, tandis que le naos était au milieu et que le pronaos s'ouvrait sur la façade antérieure.
Dans les temples prostyles ou tétrastyles, qui présentaient sur le devant un portique de quatre colonnes, mais qui n'offraient pas d'autres colonnes, ni sur les côtés, ni sur le derrière, il n'y avait pas d'opisthodome ; le naos s'étendait jusqu'au mur du fond, et c'était à ce mur que s'appuyait la statue de la divinité. Le premier exemple attesté et daté avec précision est celui de l'Héraion d'Olympie.
Dans les temples amphiprostyles, le portique de quatre colonnes qui décorait la façade antérieure se trouvait exactement répété à la face postérieure. Ces temples comportaient un opisthodome, qui pouvait être de deux sortes : ou un simple portique, ou une grande pièce dont l'entrée était toujours sur le derrière de l'édifice, et où étaient renfermés les trésors du temple. On sait que ces trésors étaient quelquefois extrêmement riches, non seulement en ornements et en objets propres au culte mais aussi en autres objets précieux. 
De même il existait un opisthodome dans le temple périptéral, c'est-à-dire entièrement entouré de colonnes, et dans le pseudopériptéral ; dans le temple diptéral, c'est-à-dire à deux rangs de colonnes, et dans le pseudodiptéral ; dans le temple décastyle ou hypaéthral. 
Le Parthénon, qui était un temple périptéral, avait un opisthodome dans lequel on conservait le trésor public d'Athènes.
Chez les Romains, l'opisthodome avait le nom de posticum. Ce mot ne s'appliquait pas exclusivement aux temples ; il s'employait souvent pour désigner une chambre de derrière dans les maisons des simples particuliers. C'est ainsi qu'Horace a dit :
« Atria servantem postico falle clientem »
« Échappe, par la chambre de derrière, au client qui assiège l'atrium »
En grec aussi, le mot opisthodome s'employait quelquefois, mais bien plus rarement, en parlant des simples maisons.